# Трофимов, Александр Михайлович (дипломат)
Алекса́ндр Миха́йлович Трофи́мов (род. 27 апреля 1937) — советский, российский дипломат. Чрезвычайный и полномочный посол (18 февраля 1991).

## Биография
Окончил Московский государственный институт международных отношений (МГИМО) МИД СССР (1960) и Высшую дипломатическую школу МИД СССР (1972). Владеет французским, английским и турецким языками. На дипломатической работе с 1960 года.
- В 1960—1966 годах — сотрудник Посольства СССР в Того, центрального аппарата МИД СССР.
- В 1966—1970 годах — третий секретарь, второй секретарь Посольства СССР в Турции.
- В 1972—1973 годах — первый секретарь в Генеральном секретариате МИД СССР.
- В 1973—1980 годах — первый секретарь в секретариате заместителя министра иностранных дел СССР, помощник заместителя министра иностранных дел СССР.
- В 1980—1986 годах — заместитель, первый заместитель генерального секретаря МИД СССР.
- В 1986—1987 годах — заместитель начальника Управления по работе с совпосольствами МИД СССР.
- С 11 декабря 1987 по 22 апреля 1992 года — чрезвычайный и полномочный посол СССР, затем Российской Федерации в Мали[2][3].
- С 1 сентября 1992 по 23 июля 1997 года — чрезвычайный и полномочный посол Российской Федерации в Эстонии[4][5].
- В 1998—2000 годах — заместитель директора Второго Европейского департамента МИД России.
- С 29 марта 2000 по 8 июня 2006 года — чрезвычайный и полномочный посол Российской Федерации в Кот-д’Ивуаре и Буркина-Фасо по совместительству[6][7].

С 2006 года — на пенсии.

## Семья
Женат, имеет сына и дочь. Сын Дмитрий (род. в 1964 году) — дипломат, возглавляет секцию интересов России при посольстве Швейцарии в Грузии.